# Vicente Torres Socasau
Vicente Torres Socasau (8 d'abril de 1911, ? - 17 d'agost de 1936, Manacor, Mallorca) fou un militar espanyol, tinent de l'arma de Cavalleria, que s'aixecà contra el govern de la Segona República Espanyola el 1936 a Mallorca. Els primers dies de la Guerra Civil participà en la formació de les milícies falangistes, en la repressió de membres i simpatitzants del Front Popular i en la defensa contra el desembarcament de Mallorca per part de tropes republicanes.

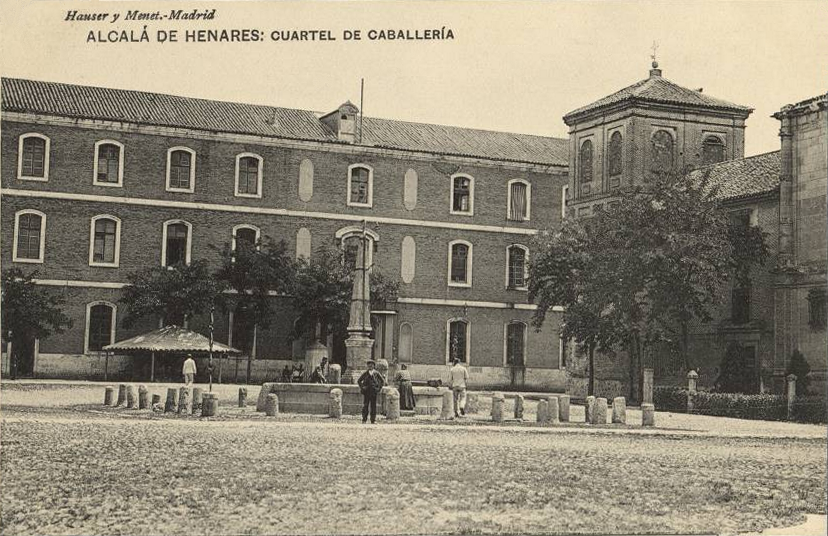
Quarter de Cavalleria del Príncipe, dit de San Diego, a Alcalà de Henares cap el 1912

Era fill del tinent de Cavalleria Vicente Torres Linares i de Maria Aurora Socasau Pons, que s'havien casat el 1910. La mare, germana dels també militars Miguel i Federico Socasau Pons, era descendent dels propietaris de Ço des de Socasau, important edifici de Begòs (Vall d'Aran). Cursà el batxillerat a l'institut de 2n ensenyament de Córdoba. El 1928 ingressà en el servei militar i el 1931 assolí el grau d'alferes després de completar el primer curs a l'Acadèmia de Cavalleria. El 1932 fou ascendit a tinent i passà del regiment núm. 3 al núm. 8. Practicava hípica juntament amb altres companys i participava en concursos hípics. El 1936 estava destinat al Regiment de Caçadors de Villarrobledo, núm. 3.
Formà part dels anomenats Jinetes de Alcalá, un grup de militars de l'arma de Cavalleria adscrits als Regiments de Caçadors de Calatrava, núm. 2, i de Villarrobledo, núm. 3, destinats a Alcalá de Henares, que a finals de juny de 1936 foren confinats al castell de Sant Carles de Palma, Mallorca. El Govern de la Segona República aprofità uns greus incidents entre soldats i membres de partits d'esquerra per fer neteja de conspiradors d'aquests dos regiments. Al castell de Sant Carles conegueren al cap de la Falange Española a Mallorca, Alfonso de Zayas, que també estava empresonat i que els posà amb contacte amb els militars que s'havien d'aixecar contra la República. Quan es produí el pronunciament militar del 18 de juliol de 1936, aquests militars es posaren a les ordres dels avalotats, participaren en la formació de les milícies falangistes i en la repressió dels membres i simpatitzants del Front Popular (detencions il·legals, tortures i assassinats). Intervengué en la defensa contra el desembarcament de Mallorca de tropes republicanes l'agost de 1936. Comandava un escamot d'avantguarda del Tercio de Voluntarios Jaime I i fou ferit mortalment al front de Manacor.